# Rezé
Rezé é uma comuna da França, situada na Loire-Atlantique (Pays de la Loire).